# Federico Varese
Federico Varese (Ferrara, 12 novembre 1965) è un criminologo italiano, noto principalmente per i suoi studi sul crimine organizzato. Dal 2021 è direttore del Dipartimento di Sociologia dell’Università di Oxford.

## Biografia
Nipote del critico letterario Claudio Varese, dopo aver conseguito il Baccellierato Internazionale presso il Lester B. Pearson College in Canada, si è laureato in Scienze politiche presso l'Università di Bologna. Ha ottenuto un Master of Philosophy (M.Phil.) in teoria politica all'Università di Cambridge (King's College) e un dottorato in sociologia dall'Università di Oxford. Ha insegnato all'Università di Yale e al Williams College. Dal 2006 è Professor of Criminology e direttore dell'Extra-Legal Governance Institute all'Università di Oxford. È anche Senior Research Fellow del Nuffield College di Oxford. Dal 2006 al 2011 è stato direttore della rivista scientifica Global Crime. Da ottobre 2021 è Direttore del Dipartimento di Sociologia dell'Università di Oxford . 
I principali interessi scientifici di Varese sono il crimine organizzato, la corruzione e l'analisi delle reti sociali. Il suo libro Mafie in Movimento ha ispirato in parte il romanzo Il nostro traditore tipo di John le Carré, dedicato al riciclaggio internazionale del denaro sporco.
Varese è autore di numerosi articoli scientifici e collabora ad alcuni quotidiani. È stato editorialista de La Stampa di Torino dal 2011 al 2018. Oggi scrive per La Repubblica. Ha scritto anche per Lo Straniero, Narcomafie, The Times Literary Supplement, The Times, The New York Times, London Review of Books, e Dissent.

## Opere

### Volumi
- Federico Varese, The russian mafia: private protection in a new market economy, Oxford: Oxford university press, 2001, 2nd ed. 2005, XIV, 290 p.; ISBN 019829736X; ISBN 0199279497 (II ediz. 2005), studio sul rapporto tra la transizione al mercato e l'insorgenza del crimine organizzato in Russia (l'opera ha vinto il premio Ed A. Hewett Book Prize della Associazione Americana di Slavistica come miglior libro dell'anno 2002[6] ed è stata tradotta in olandese e polacco).[7]
- Federico Varese, Mafias on the move: how organized crime conquers new territories, Princeton; Oxford: Princeton University Press, 2011, X, 278 p.; ISBN 9780691128559. Edizione in lingua italiana: Mafie in movimento: come il crimine organizzato conquista nuovi territori; traduzione di Daria Cavallini, Torino: Einaudi, 2011, XXVI, 298 p.; ISBN 978-88-06-20136-4 (questo saggio, in cui sono esaminate le condizioni che permettono ai gruppi mafiosi di radicarsi nei territori differenti da quelli di origine, ha ottenuto il premio come miglior libro del 2012 dalla Associazione Internazionale per lo Studio del Crimine Organizzato.[8]
- Federico Varese (editor), Organized Crime: Critical concepts in Criminology, 4 voll., London: Routledge, 2010, ISBN 0415460743, ISBN 978-0415460743
- Federico Varese, Mafia Life: Love, Death and Money at the heart of Organized Crime, London: Profile 2017 ISBN 1781252556, ISBN 978-1781252550. . Edizione in lingua italiana: Vita di mafia. Amore, morte e denaro nel cuore del crimine organizzato , traduzione di Giovanni Gabellini, Torino: Einaudi, 2017.
- Federico Varese, Russia in quattro criminali, Einaudi, 2022.